# Culicia rubeola
Culicia rubeola är en korallart som först beskrevs av Jean René Constant Quoy och Joseph Paul Gaimard 1833.  Culicia rubeola ingår i släktet Culicia och familjen Rhizangiidae. Inga underarter finns listade i Catalogue of Life.